# Seichō Matsumoto
Seichō Matsumoto (Japans: 松本 清張, Matsumoto Seichō), geboren als Kiyoharu Matsumoto (Kokura, 21 december 1909 - Tokio, 4 augustus 1992), was een Japanse schrijver van detectiveverhalen. Hij schreef onder meer de gefictionaliseerde novelle De Amsterdamse koffermoord (1979) over de Japanse koffermoord, een geruchtmakende en nooit opgehelderde moordzaak in Nederland.

## Vroege jaren
Matsumoto werd geboren in Kokura, een oude voormalige vestingstad die nu onderdeel uitmaakt van de wijk Kokurakita-ku in Kitakyushu, Fukuoka. Zijn echte naam was Kiyoharu Matsumoto. Het pseudoniem 'Seichō' is de Chinees-Japanse lezing van de karakters van zijn voornaam. Matsumoto was enig kind.
Na de lagere school ging hij werken bij een nutsbedrijf. Als volwassene ontwierp Matsumoto lay-outs voor dagblad Asahi Shimbun in Kyushu. Zijn werk op de reclameafdeling werd onderbroken door de Tweede Wereldoorlog, waarin hij als medisch corpsman diende. Een groot deel van de oorlog bracht Matsumoto door in Korea. Na de oorlog hervatte hij zijn werk bij Asahi Shimbun, in 1950 stapte hij over naar het kantoor in Tokio.
Hoewel Matsumoto geen middelbare school of universiteit bezocht, was hij goed opgeleid. Als rebelse tiener las hij verboden revolutionaire teksten als onderdeel van een politiek protest. Toen het tijdschrift Shukan Asahi in 1950 een literatuurwedstrijd organiseerde, diende Matsumoto een kort verhaal in waarmee hij derde werd. Zes jaar later verliet hij Asahi Shimbun om zich volledig te wijden aan zijn literaire carrière.

## Carrière
Hoewel Matsumoto al in de veertig was toen zijn eerste publicatie verscheen, was hij een zeer productief schrijver. In de decennia die volgden publiceerde hij meer dan 450 werken, van non-fictie tot historische romans. Het waren echter zijn detectiveverhalen die ervoor zorgden dat Matsumoto's werk internationaal gelezen werd.
In zijn werk combineerde Matsumoto de menselijke psychologie met het gewone leven. De verhalen weerspiegelen vaak een bredere sociale context en naoorlogs nihilisme. Ook belichtte hij de corruptie onder politiefunctionarissen en criminelen. Hierbij ging het Matsumoto overigens niet alleen om de misdaad, maar ook om de getroffen samenleving.
Matsumoto werkte samen met filmregisseur Yoshitaro Nomura, die maar liefst acht romans verfilmde.
Voor zijn literaire werk ontving Matsumoto verscheidene prijzen.

## Galerij

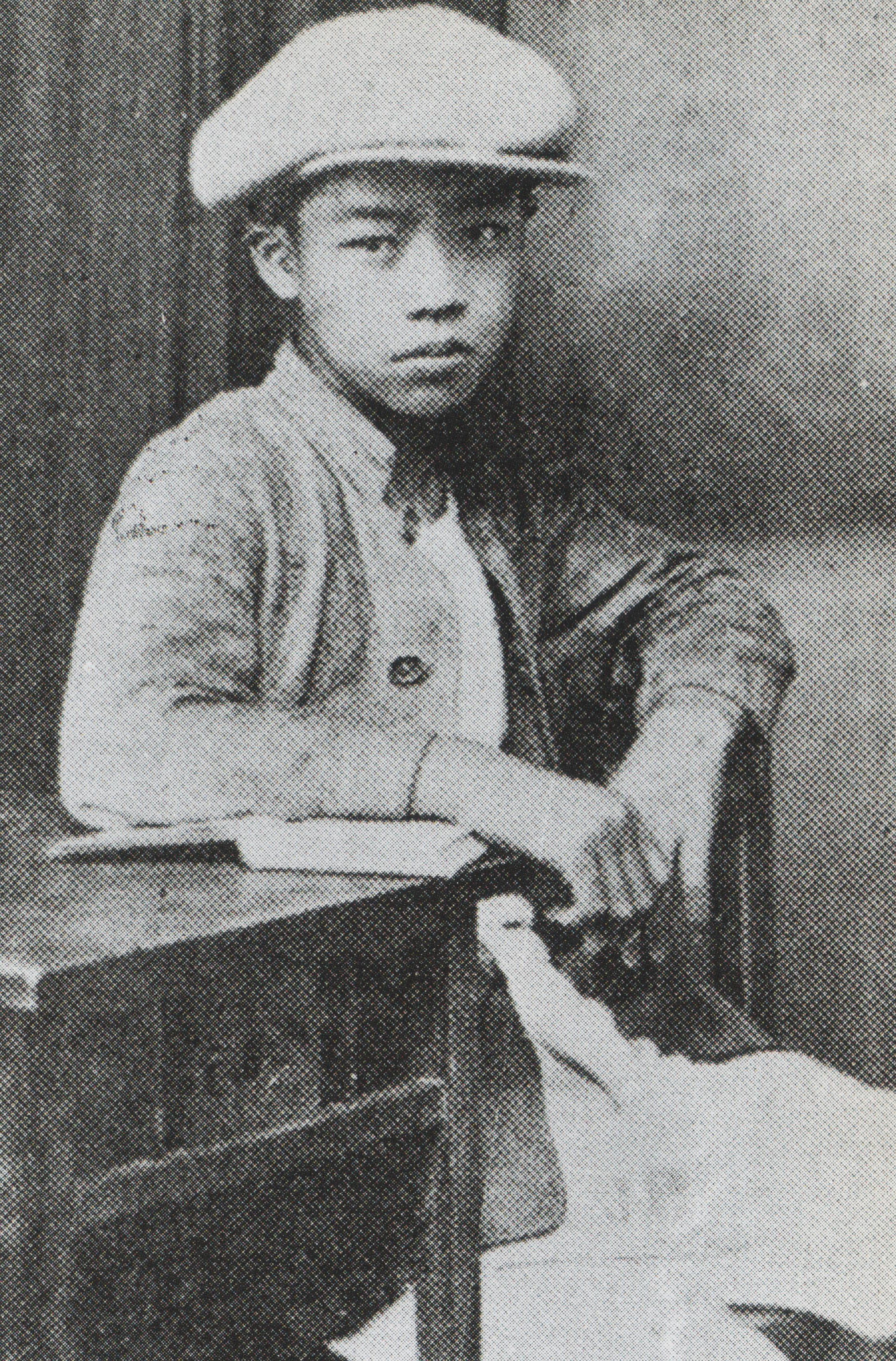
Seichō Matsumoto in 1925.
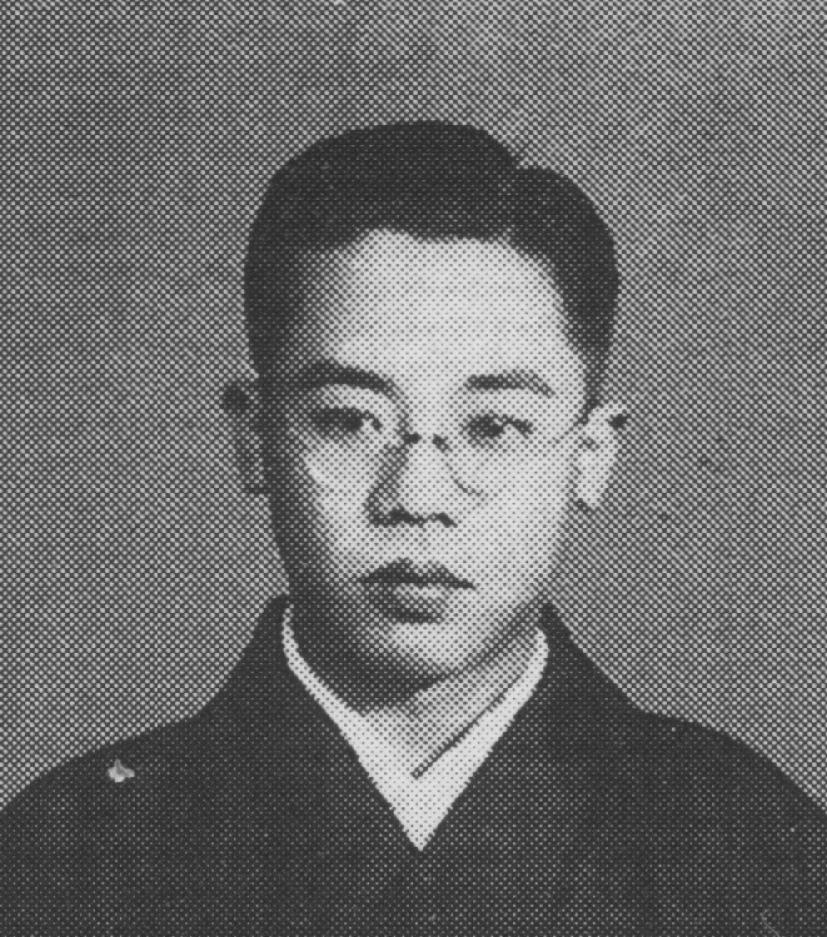
Seichō Matsumoto in 1936.
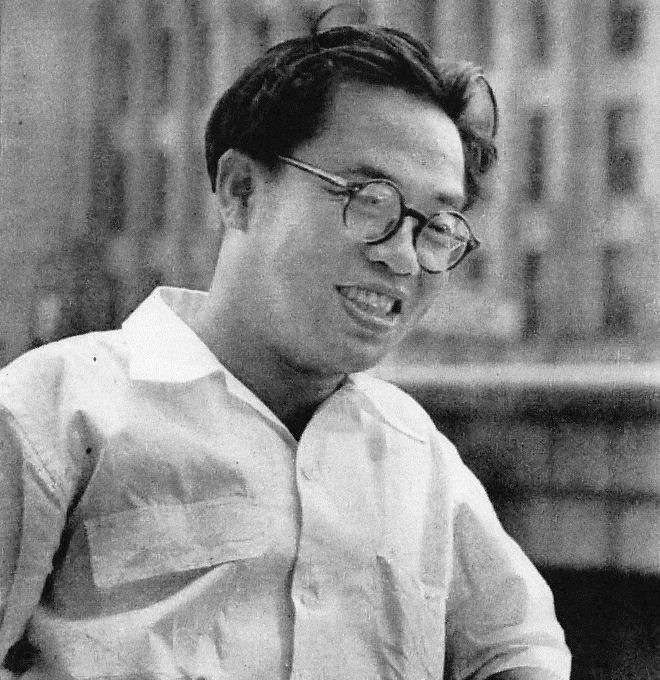
Seichō Matsumoto in 1954.